# Gard
Il Gard (Gard in occitano) è un dipartimento della Francia meridionale nella regione Occitania (Occitania). È attraversato dal fiume Gardon (detto anche Gard), a cui deve il suo nome.

## Geografia fisica
Confina con i dipartimenti dell'Hérault a sud-ovest, dell'Aveyron a ovest, della Lozère a nord-ovest, dell'Ardèche a nord, di Vaucluse a est e delle Bocche del Rodano a sud-est. A sud è bagnato dal Mar Mediterraneo (Golfo del Leone).
La vetta più alta del dipartimento è il Monte Aigoual.
Le principali città, oltre al capoluogo Nîmes, sono Alès, Bagnols-sur-Cèze, Saint-Gilles, Uzès e Le Vigan.

## Storia
L'area venne colonizzata dai Romani che nel 118 vi costruirono la via Domizia, l'arteria di comunicazione che univa la Gallia alla Spagna.
Il 4 marzo 1790, durante la rivoluzione francese, venne istituito dalla precedente provincia della Linguadoca il dipartimento del Gardon. Successivamente la città di Ganges venne ceduta al vicino dipartimento dell'Hérault. Come contropartita il Gard ricevette da quest'ultimo dipartimento il porto di Aigues-Mortes.
Con l'arrivo della ferrovia l'economia locale iniziò a prosperare, tuttavia l'arrivo nel 1872 dell'afide della fillossera mise letteralmente in ginocchio il settore della viticoltura, una delle principali risorse economiche del Gard.
Nel 1893 ad Aigues-Mortes una serie di gravissimi incidenti tra lavoratori francesi e italiani costarono la vita a 9 operai italiani.

## Interesse turistico
Nel Gard si trovano delle grotte di calcite, visitabili a pagamento lungo percorsi prefissati per i turisti.